# Aard (Wetteren)
De Aard is een plein en voormalige loskade aan de Schelde in de Belgische gemeente Wetteren. Het plein bevindt zich zo'n 300 meter ten noordwesten van het marktplein en 250 meter ten westen van de Rode Heuvel. In het verleden werd het onderscheid gemaakt tussen de Kleine Aard in het oosten en de Grote Aard in het westen, een verschil dat nog zichtbaar is in de twee straatnamen Aard (voorheen Grote Aard) en Jan Cooppalaard (voorheen Kleine Aard).
Van 1957 tot 2018 was het plein via een voetgangersbrug, lokaal de passerelle genoemd, verbonden met de wijk Kapellendries in Overschelde. Nadien werd die vervangen door een nieuwe voetgangersbrug tussen de Kapellendries en de Rode Heuvel verder oostwaarts. In 2023 werd de laad- en loskade weggehaald.